# Ogólnopolski Konkurs Poetycki o Laur Czerwonej Róży
Ogólnopolski Konkurs Poetycki o Laur Czerwonej Róży – konkurs organizowany od 1960 (początkowo jako Ogólnopolski Turniej Poezji Społecznie Zaangażowanej o Nagrodę Czerwonej Róży). I Ogólnopolski Turniej Poetycki „Czerwonej Róży” odbył się w dniach 16–18 października 1961. Organizatorem konkursy był początkowo Klub Studentów Wybrzeża „Żak”, następnie Alma-Art, później Eugeniusz Kupper i Sławomir Marcinkowski, a od 1997 głównym organizatorem jest Gdańskie Towarzystwo Przyjaciół Sztuki. Konkurs w poszczególnych latach odbywał się pod honorowym patronatem Marszałka Województwa Pomorskiego, Wojewody Pomorskiego i Prezydenta Miasta Gdańska. W 2019 odbyła się 60. edycja konkursu.

## 1. edycja, 1960
Laureaci:
- Nagroda główna: Marian Grześczak

- pierwsze wyróżnienie: Witold Dąbrowski

- drugie wyróżnienie: Bohdan Drozdowski

## 2. edycja, 1961
Laureaci:
- Nagroda główna: Ernest Bryll

- pierwsze wyróżnienie: Czesław Kuriata

- drugie wyróżnienie: Wincenty Faber

## 3. edycja, 1962
Laureaci:
- Nagroda główna: Tomasz Gluziński

- pierwsze wyróżnienie: Stanisław Dąbrowski

- drugie wyróżnienie: Jerzy Afanasjew

## 4. edycja, 1963
Laureaci:
- Nagroda główna: Jan Goczoł

- pierwsze wyróżnienie: Edward Balcerzan

- drugie wyróżnienia: Ryszard Danecki i Henryk Jachimowski

## 5. edycja, 1964
Laureaci:
- Nagroda główna: Roman Śliwonik

- pierwsze wyróżnienie: Krzysztof Gąsiorowski

- drugie wyróżnienie: Czesław Kuriata

## 6. edycja, 1965
Laureaci:
- Nagroda główna: Mieczysław Czychowski

- wyróżnienia: Krzysztof Mętrak, Zbigniew Strzałkowski, Aleksander Wojciechowski i Andrzej Zaniewski

## 7. edycja, 1966
Laureaci:
- Nagroda główna: Andrzej Zaniewski

- pierwsze wyróżnienia: Krzysztof Karasek i Zbigniew Strzałkowski

- drugie wyróżnienia: Jarosław Markiewicz i Krzysztof Gąsiorowski

## 8. edycja, 1967
Laureaci:
- Nagroda główna: Jacek M. Hohensee

- II nagroda: Maciej Z. Bordowicz

- wyróżnienia: Andrzej K. Waśkiewicz i Zbigniew Strzałkowski

## 9. edycja, 1968
Laureaci:
- Nagroda główna: Kazimierz Sopuch

- wyróżnienia: Krzysztof Gąsiorowski, Adam Zagajewski i Zbigniew Strzałkowski

## 10. edycja, 1969
Laureaci:
- Nagroda główna: Krzysztof Karasek

- wyróżnienie: Jerzy Grupiński

## 11. edycja, 1970
Laureaci:
- Nagroda główna: Mieczysław Stanclik

- pierwsze wyróżnienie: Ryszard Milczewski-Bruno

- drugie wyróżnienia: Emil Biela i Zbigniew Strzałkowski

## 12. edycja, 1971
Laureaci:
- Nagroda główna: Józef Jacek Rojek

- pierwsze wyróżnienie: Mieczysław Stanclik

- drugie wyróżnienie: Stanisław Stabro

## 13. edycja, 1972
Laureaci:
- Nagroda główna: Krzysztof Boczkowski

- pierwsze wyróżnienie: Dorota Chróścielewska

## 14. edycja, 1973
Laureaci:
- Nagroda główna: Stanisław Gola

- wyróżnienia: Jerzy E.H. Busza, Aleksander Jurewicz, Edmund Pietryk i Sergiusz Sterna-Wachowiak

## 15. edycja, 1974
Laureaci:
- Nagroda główna: Marek Bieńkowski

- wyróżnienia: Eugeniusz Zdanowicz, Ewa Eysymont i Stanisław Piskor

## 16. edycja, 1975
Laureaci:
- Nagroda główna: Tadeusz A. Olszański

- pierwsze wyróżnienie: Wiesław Kazanecki

- drugie wyróżnienia: Antoni Pawlak i Leszek Szaruga

## 17. edycja, 1976
Laureaci:
- Nagroda główna: Lech Stępniewski

- pierwsze wyróżnienie: Lech Stefaniak

- drugie wyróżnienie: Zbigniew Joachimiak i Stefan Pastuszewski

## 18. edycja, 1977
Laureaci:
- Nagroda główna: Zbigniew Joachimiak

- wyróżnienia: Cezary Listowski, Zbigniew Włodzimierz Fronczek i Marek Grala

## 19. edycja, 1978
Laureaci:
- Nagroda główna: Roman Chojnacki

- pierwsze wyróżnienie: Anna Czekanowicz

- drugie wyróżnienia: Grzegorz Musiał i Wojciech Banach

## 20. edycja, 1979
Laureaci:
- Nagroda główna: Krystyna Lars

- wyróżnienia: Paweł Dembal, Wojciech Czerniawski, Krzysztof Kuczkowski

## 21. edycja, 1980
Laureaci:
- Nagroda główna: Krzysztof Kuczkowski

- pierwsze wyróżnienie: Katarzyna Michalewska

- drugie wyróżnienie: Stanisław Gostkowski

## 22. edycja, 1981
Laureaci:
- Nagroda główna: Jan Krzysztof Adamkiewicz

- wyróżnienia: Ryszard Grzyb, Roger Piaskowski i Waldemar M. Gaiński

## 23. edycja, 1982
Laureaci:
- pierwsze wyróżnienie: Zdzisław Antolski

- wyróżnienia: Jerzy Henryk Kamrowski i Eugeniusz Kurzawa

## 24. edycja, 1983
Laureaci:
- Nagroda główna: Ignacy Gustaw Romanowski

- pierwsze wyróżnienie: Dariusz Tomasz Lebioda

- wyróżnienie: Krzysztof Derdowski

## 25. edycja, 1984
Laureaci:
- pierwsze wyróżnienie: Dariusz Tomasz Lebioda

- drugie wyróżnienia: Janusz Karcz, Mariusz Klimontowicz i Tomasz Soldenhoff

- trzecie wyróżnienia: Liliana Barańska, Mirosława Pajewska i Dariusz Wasielewski

## 38. edycja, 1997
Jury: Piotr Kawiecki, Jacek Kotlica, Eugeniusz Kupper, Andrzej K. Waśkiewicz, Leszek Żuliński (przewodniczący)
Laureaci:
- pierwsza nagroda: Ludwik Filip Czech

- druga nagroda: Grażyna Lityńska

- trzecia nagroda: Anna Piwkowska

- wyróżnienia: Joanna Ewa Jarzymowska i Robert Brunné

Na konkurs nadesłano 381 zestawów.

## 40. edycja, 1999
Jury: Krzysztof Gąsiorowski, Zbigniew Joachimiak, Jacek Kotlica, Eugeniusz Kupper, Andrzej K. Waśkiewicz (przewodniczący), Leszek Żuliński
Laureaci:
- pierwsza nagroda: Rafał Brasse
- druga nagroda: Artur Tomaszewski
- trzecia nagroda: Czesław Sobkowiak
- wyróżnienia: Tadeusz Dąbrowski, Maciej Woźniak

Na konkurs nadesłano 738 zestawów.

## 41. edycja, 2000
Jury: Krzysztof Gąsiorowski, Zbigniew Joachimiak, Jerzy Koperski, Piotr Kuncewicz (przewodniczący), Eugeniusz Kupper, Jacek Kotlica, Andrzej K. Waśkiewicz, Leszek Żuliński
Laureaci:
- pierwsza nagroda: Piotr Czerski
- druga nagroda: Piotr Jankowski
- trzecia nagroda: Jerzy Ł. Kaczmarek
- wyróżnienia honorowe: Stanisław Gola, Anna Karasińska i Artur Tomaszewski

Na konkurs nadesłano 685 zestawów.

## 42. edycja, 2001
Jury: Krzysztof Gąsiorowski, Piotr Kuncewicz (przewodniczący), Eugeniusz Kupper, Jacek Kotlica, Andrzej K. Waśkiewicz, Leszek Żuliński
Laureaci:
- pierwsza nagroda: Maciej Gierszewski
- druga nagroda: Maciej Woźniak
- wyróżnienia: Tadeusz Dąbrowski, Mateusz Strużyński i Piotr Kobielski-Grauman

Na konkurs nadesłano 428 zestawów.

## 43. edycja, 2002
Jury: Krzysztof Gąsiorowski, Zbigniew Joachimiak, Jacek Kotlica, Piotr Kuncewicz (przewodniczący), Eugeniusz Kupper, Antoni Pawlak. Andrzej K. Waśkiewicz, Leszek Żuliński
Laureaci:
- pierwsza nagroda: Ela Galoch
- druga nagroda: Robert Król
- trzecia nagroda: Bartosz Frankiewicz
- wyróżnienia: Czesław Markiewicz, Joanna Wajs i Henryk Liszkiewicz

Na konkurs nadesłano 484 zestawy.

## 44. edycja, 2003
Jury: Krzysztof Gąsiorowski, Zbigniew Joachimiak, Jacek Kotlica, Piotr Kuncewicz (przewodniczący), Eugeniusz Kupper, Antoni Pawlak, Andrzej K. Waśkiewicz, Leszek Żuliński
Laureaci:
- pierwsza nagroda: Joanna Wajs
- druga nagroda: Bartosz Konstrat
- trzecia nagroda: Jacek Dehnel
- wyróżnienia: Piotr Kuśmirek, Piotr Macierzyński i Tomasz Jamroziński

Na konkurs nadesłano 365 zestawów.

## 46. edycja, 2005
Jury: Krzysztof Gąsiorowski, Zbigniew Joachimiak, Jacek Kotlica, Piotr Kuncewicz (przewodniczący), Eugeniusz Kupper, Antoi Pawlak, Andrzej K. Waśkiewicz, Leszek Żuliński
Laureaci:
- pierwsza nagroda: Milena Rytelewska
- druga nagroda: Dariusz Adamowski
- trzecia nagroda: Anna A. Tomaszewska
- wyróżnienia: Piotr Macierzyński i Maciej Mikos

Na konkurs nadesłano 460 zestawów.

## 47. edycja, 2006
Jury: Krzysztof Gąsiorowski, Zbigniew Joachimiak, Jacek Kotlica, Piotr Kuncewicz (przewodniczący), Eugeniusz Kupper, Antoni Pawlak, Andrzej K. Waśkiewicz, Leszek Żuliński
Laureaci:
- pierwsza nagroda: Agata Chmiel
- druga nagroda: Tomasz Pułka
- trzecia nagroda: Tomek Klarecki
- wyróżnienia honorowe: Iza Smolarek i Elżbieta Lipińska

Na konkurs nadesłano 378 zestawów.

## 49. edycja, 2008
Jury: Krzysztof Gąsiorowski, Zbigniew Joachimiak, Jacek Kotlica, Eugeniusz Kupper, Antoni Pawlak, Andrzej K. Waśkiewicz, Marek Wawrzkiewicz (przewodniczący), Leszek Żuliński
Laureaci:
- pierwsza nagroda: Natalia Malek
- druga nagroda: Agata Chmiel
- trzecia nagroda: Rafał Gawin
- wyróżnienia: Zdzisław Drzewiecki i Dariusz Wasielewski

Na konkurs nadesłano 250 zestawów.

## 50. edycja, 2009
Jury: Krzysztof Gąsiorowski, Zbigniew Joachimiak, Jacek Kotlica, Eugeniusz Kupper, Antoni Pawlak, Andrzej K. Waśkiewicz, Marek Wawrzkiewicz (przewodniczący), Leszek Żuliński
Laureaci:
- pierwsza nagroda: Dariusz Wasielewski
- druga nagroda: Czesław Markiewicz
- trzecia nagroda: Ela Galoch
- wyróżnienia: Jacek T. Zieliński, Łucja Dudzińska i Edyta Wysocka

Na konkurs nadesłano 120 zestawów.

## 51. edycja, 2010
Jury: Krzysztof Gąsiorowski, Zbigniew Joachimiak, Eugeniusz Kupper. Antoni Pawlak, Andrzej K. Waśkiewicz, Marek Wawrzkiewicz (przewodniczący), Leszek Żuliński
Laureaci:
- pierwsza nagroda: Beata Patrycja Klary
- druga nagroda: Jacek T. Zieliński
- trzecia nagroda: Karol Graczyk
- wyróżnienia: Beate Baronner i Czesław Markiewicz

Na konkurs nadesłano 120 zestawów.

## 52. edycja, 2011
Jury: Krzysztof Gąsiorowski, Zbigniew Joachimiak, Eugeniusz Kupper, Antoni Pawlak, Andrzej K. Waśkiewicz, Marek Wawrzkiewicz (przewodniczący), Leszek Żuliński
Laureaci:
- pierwsza nagroda: Beata Patrycja Klary
- druga nagroda: Rafał Baron
- trzecia nagroda: Agnieszka Tomczyszyn-Harasymowicz
- wyróżnienia: Sławomir Grabowy, Jerzy Fryckowski i Łucja Dudzińska

Na konkurs nadesłano 110 zestawów.

## 53. edycja, 2012
Jury: Dorota Ryst, Maciej Melecki, Andrzej Fac, Sławomir Płatek (przewodniczący)
Laureaci:
- pierwsza nagroda: Ida Sieciechowicz
- druga nagroda: Paweł Podlipniak
- trzecia nagroda: Janusz Radwański
- wyróżnienia: Piotr Zemanek, Rafał Baron i Ewa Włodarska

Na konkurs nadesłano 346 zestawów.

## 54. edycja, 2013
Jury: Andrzej Fac, Karol Maliszewski, Sławomir Płatek (przewodniczący), Dorota Ryst
Laureaci:
- pierwsze miejsce: Magdalena Gałkowska
- drugie miejsca: Jakub Sajkowski i Maciej Sylwe
- trzecie miejsca: Monika Brągiel i Rafał Baron[3]

## 55. edycja, 2014
Jury: Małgorzata Lebda, Joanna Lech, Joanna Mueller-Liczner
Laureaci:
I miejsce: nie przyznano
II miejsce: Urszula Honek
III miejsce: Krzysztof Bąk, Krzysztof Ciemnołoński i Ewa Włodarska
wyróżnienia: Maciej Filipek, Paweł Podlipniak i Wojciech Roszkowski

## 56. edycja, 2015
Jury: Małgorzata Lebda, Joanna Lech, Joanna Mueller-Liczner
Laureaci:
- pierwsze miejsce: Piotr Zemanek
- drugie miejsce: Maciej Kotłowski
- trzecie miejsce: Karol Graczyk
- wyróżnienia: Aleksandra Dańczyszyn i Miłosz Anabell

## 57. edycja, 2016
Jury: Wojciech Boros, Tadeusz Dąbrowski, Joanna Lech
Laureaci:
- pierwsza nagroda: Paweł Podlipniak
- druga nagroda: Magdalena Gałkowska
- trzecia nagroda: Janusz Lisicki
- wyróżnienia: Joanna Nowak, Kacper Płusa i Dorota Nowak

## 59. edycja, 2018
Jury: Wojciech Boros, Tadeusz Dąbrowski, Joanna Lech
Laureaci:
- pierwsze miejsce: Maja Margasińska
- drugie miejsce: Krystyna Czarnecka
- trzecie miejsce: Marek Jurgoński
- wyróżnienia: Paulina Cedlerska, Rafał Baron i Katarzyna Zychla

## 60. edycja, 2019
Jury: Wojciech Boros, Tadeusz Dąbrowski, Joanna Lech
Laureaci:
- pierwsza nagroda: Łukasz Barys
- druga nagroda: Agnieszka Marek
- trzecia nagroda: Patryk Zimny
- wyróżnienia: Paulina Cedlerska i Piotr Piątek[4]

## 61. edycja, 2020
Jury: Gabriela Szubstarska, Jakobe Mansztajn, Jarosław Trześniewski-Kwiecień
Laureaci:
- I nagroda: Mariusz Baryła
- II nagroda: Anna Piliszewska
- III nagroda: Maciej Kotłowski
- wyróżnienia: Jerzy Fryckowski i Stanisław Jerzy Ambroziak

Na konkurs nadesłano 200 zestawów.

## 63. edycja, 2025
Laureaci:
- I nagroda: Katarzyna Zając
- II nagroda: Czesław Markiewicz, Małgorzata Borzeszkowska-Bojke, Piotr Macierzyński[6]